# Маркуанд, Ричард
Ричард Маркуанд (англ. Richard Marquand; 22 сентября 1937 — 4 сентября 1987) — уэльский кинорежиссёр и продюсер. Наиболее известен как режиссёр фильма «Звёздные войны. Эпизод VI: Возвращение джедая».

## Биография
Ричард Маркуанд родился в Кардиффе 22 сентября 1937 года. Его отцом был Хилари Маркуанд, член парламента. Основное образование в Школе Эмануэля.
Карьера Маркуанда в кино началась в конце 1966 года, когда он снял телевизионные документальные фильмы для канала BBC, работая там над различными проектами, такими как Search for the Nile и One Pair of Eyes (1968) о писательнице Маргарет Дрэббл с которой дружил в Кембридже.
В 1970 году Маркуанд начал снимать фильмы для телевидения. Он, совместно с Тоби Робертсоном, снял фильм «Эдуард II» с Иеном Маккелленом в главной роли.
В 1978 году Маркуанд снял триллер «Психованные». При бюджете в $2 500 000 фильм собрал в США $11 364 985.
В 1981 году он снял военную драму «Ушко иголки», главную роль в которой сыграл Дональд Сазерленд. Фильм был тепло воспринят как зрителями, так и критиками. Через два года Джордж Лукас поставил его режиссёром фильма «Звёздные войны. Эпизод VI: Возвращение джедая». Этот фильм стал наиболее известной работой Маркуанда. Он и по сей день входит в Top 250 IMDb.
В 1985 году Маркуанд снял фильм «Зазубренное лезвие». При бюджете в $15 000 000 фильм собрал $40 491 165.
Последней работой Маркуанда стал фильм 1987 года Hearts of Fire. Этот фильм был выпущен после смерти режиссёра. Он был холодно воспринят зрителями.
30 августа 1987 года Маркуанд, находясь в своём доме в деревне Пеншёрст, перенёс сердечный приступ. Он был доставлен в больницу Kent and Sussex Hospital в г.Роял-Танбридж-Уэллс, где и умер пять дней спустя, 4 сентября в возрасте 49 лет, не дожив восемнадцать дней до своего пятидесятилетия. Его последний фильм Hearts of Fire с Бобом Диланом в главной роли, вышел уже после смерти Маркуанда.

## Фильмография

### Кинематограф
| Год  | Фильм                                         | Режиссёр | Продюсер | Сценарист | Примечания                                 |
| ---- | --------------------------------------------- | -------- | -------- | --------- | ------------------------------------------ |
| 1973 | Железная деревня                              | Да       |          |           | Короткометражные документальные            |
| 1973 | Между наковальней и молотом                   | Да       |          |           | Короткометражные документальные            |
| 1975 | Пуританский опыт: Создание нового мира        | Да       | Да       | Да        | Короткометражные                           |
| 1975 | Пуританский опыт: Путешествие по Англии       | Да       | Да       |           | Короткометражные                           |
| 1975 | Свои хорошие качества                         | Да       |          |           | Короткометражный документальный            |
| 1978 | Психованные                                   | Да       |          |           |                                            |
| 1979 | Рождение «Битлз»                              | Да       |          |           |                                            |
| 1981 | Ушко иголки                                   | Да       |          |           |                                            |
| 1983 | Звёздные войны. Эпизод VI: Возвращение джедая | Да       |          |           | В роли Maj. Marquand, также озвучка EV-9D9 |
| 1984 | До сентября                                   | Да       |          |           |                                            |
| 1985 | Зазубренное лезвие                            | Да       |          |           |                                            |
| 1987 | Сердца огня                                   | Да       | Да       |           |                                            |
| 1993 | Некуда бежать                                 |          |          | Да        |                                            |

### Телевидение
| Год     | Фильм                      | Режиссёр   | Продюсер   | Сценарист  | Примечания                 |
| ------- | -------------------------- | ---------- | ---------- | ---------- | -------------------------- |
| 1963    | Это нация будущего         | Да (3 эп.) |            |            | Мини-сериал                |
| 1963    | Ночное небо                | Да (2 эп.) |            |            | Документальные сериалы     |
| 1963-64 | Приключение                | Да (2 эп.) | Да (2 эп.) |            | Документальные сериалы     |
| 1964    | Кто главный герой?         | Да         | Да         |            | Телефильмы                 |
| 1964    | Бримингем' 64              |            | Да         |            | Телефильмы                 |
| 1964-65 | Ориентиры                  | Да (2 эп.) |            |            | Документальный мини-сериал |
| 1965    | Внутри Америки             | Да (4 эп.) |            |            | Мини-сериалы               |
| 1966    | Внутри Ирландии            | Да (2 эп.) |            |            | Мини-сериалы               |
| 1966    | Женщины, женщины, женщины  | Да (2 эп.) |            |            | Мини-сериалы               |
| 1967    | Внутри Австралии           | Да (4 эп.) |            |            | Мини-сериалы               |
| 1967-70 | Одна пара глаз             | Да (4 эп.) |            |            | Документальный сериал      |
| 1968-70 | Страна Кэмерона            | Да (8 эп.) | Да (9 эп.) |            | Сериал                     |
| 1970    | Эдуард II                  | Да         |            |            | Телефильм                  |
| 1971    | В поисках Нила             | Да (2 эп.) |            |            | Мини-сериал                |
| 1971-73 | Каждый                     | Да (2 эп.) | Да (1 эп.) |            | Документальные сериалы     |
| 1975-76 | Паломник                   | Да (5 эп.) | Да (1 эп.) |            | Документальные сериалы     |
| 1976    | NBC: Специальная программа | Да (2 эп.) |            | Да (1 эп.) | Сериал                     |

| Ассистент режиссёра | Ассистент режиссёра | Ассистент режиссёра      |
| Год                 | Название            | Примечания               |
| ------------------- | ------------------- | ------------------------ |
| 1964                | Долгий путь         | Телефильм                |
| 1964                | Колония             | Документальный телефильм |